# Лилини (Мачерата)
Лилини (итал. Lillini) насеље је у Италији у округу Мачерата, региону Марке.
Према процени из 2011. у насељу је живело 66 становника. Насеље се налази на надморској висини од 237 м.